# Ангида
Ангида (тиндин. Ангъийа) — село в Цумадинском районе Дагестана. Входит в состав сельского поселения Тиндинский сельсовет.

## География
Село находится на реке Ангидарилих, в 5 км к юго-востоку от центра сельского поселения — села Тинди и в 13 км к юго-востоку от районного центра — села Агвали.

## Население
| 1869 | 1888 | 1895 | 1926 | 1939 | 1970 | 1989 |
| ---- | ---- | ---- | ---- | ---- | ---- | ---- |
| 382  | ↗469 | ↘426 | ↗517 | ↘460 | ↘83  | ↘27  |
| 2002 | 2003 | 2004 | 2007 | 2010 | 2021 |      |
| ↘12  | ↘9   | →9   | →9   | ↘8   | ↗23  |      |

По данным Всероссийской переписи населения 2010 года село почти обезлюдено. 
Одно из тиндинских сел в Цумадинском районе. 